# Luca Antei
Luca Antei (Roma, 19 de abril de 1992) é um futebolista italiano que atua como Zagueiro,Lateral-Direito. Atualmente, joga pelo clube italiano Benevento, emprestado pelo Sassuolo.